# Florencia Labat
María Florencia Labat (ur. 12 czerwca 1971 w Buenos Aires) – argentyńska tenisistka.
Zawodniczka argentyńska, osiągnęła w 1994 roku 26. miejsce w klasyfikacji indywidualnej tenisistek, a w 1999 została 27. deblistką świata. Sezon 1994 zakończyła na 38. miejscu i to jej najlepszy rezultat na koniec roku. Wygrała 7 turniejów deblowych.
Labat zaczęła grać w tenisa w wieku 7 lat. Nigdy nie wygrała turnieju singlowego WTA Tour, ale czterokrotnie osiągnęła finał tych imprez: w 1993 roku w Curutibie, a rok później w Brisbane, Singapurze i Dżakarcie. Jej partnerkami w zwycięskich turniejach deblowych były m.in. Dominique Monami i Rika Hiraki.
Od 1990 roku reprezentowała Argentynę w Fed Cup. Uczestniczyła w letnich igrzyskach olimpijskich w Barcelonie (1992), Atlancie (1996) i Sydney (2000), najdalej dochodząc do 2 rundy w Atlancie. W 1995 roku zwyciężyła na igrzyskach panamerykańskich w Mar del Plata, zdobywając złoty medal. W karierze odniosła wiele sukcesów, pokonała tak słynne zawodniczki, jak Nathalie Tauziat, Amy Frazier, Irina Spîrlea, Jelena Lichowcewa, Pam Shriver i Chanda Rubin. W klasyfikacji juniorek zajmowała 2. miejsce, tuż za Jennifer Capriati.